# Hulaginahalli, Hangal
Hulaginahalli là một làng thuộc tehsil Hangal, huyện Haveri, bang Karnataka, Ấn Độ.